# インスブルック古楽音楽祭

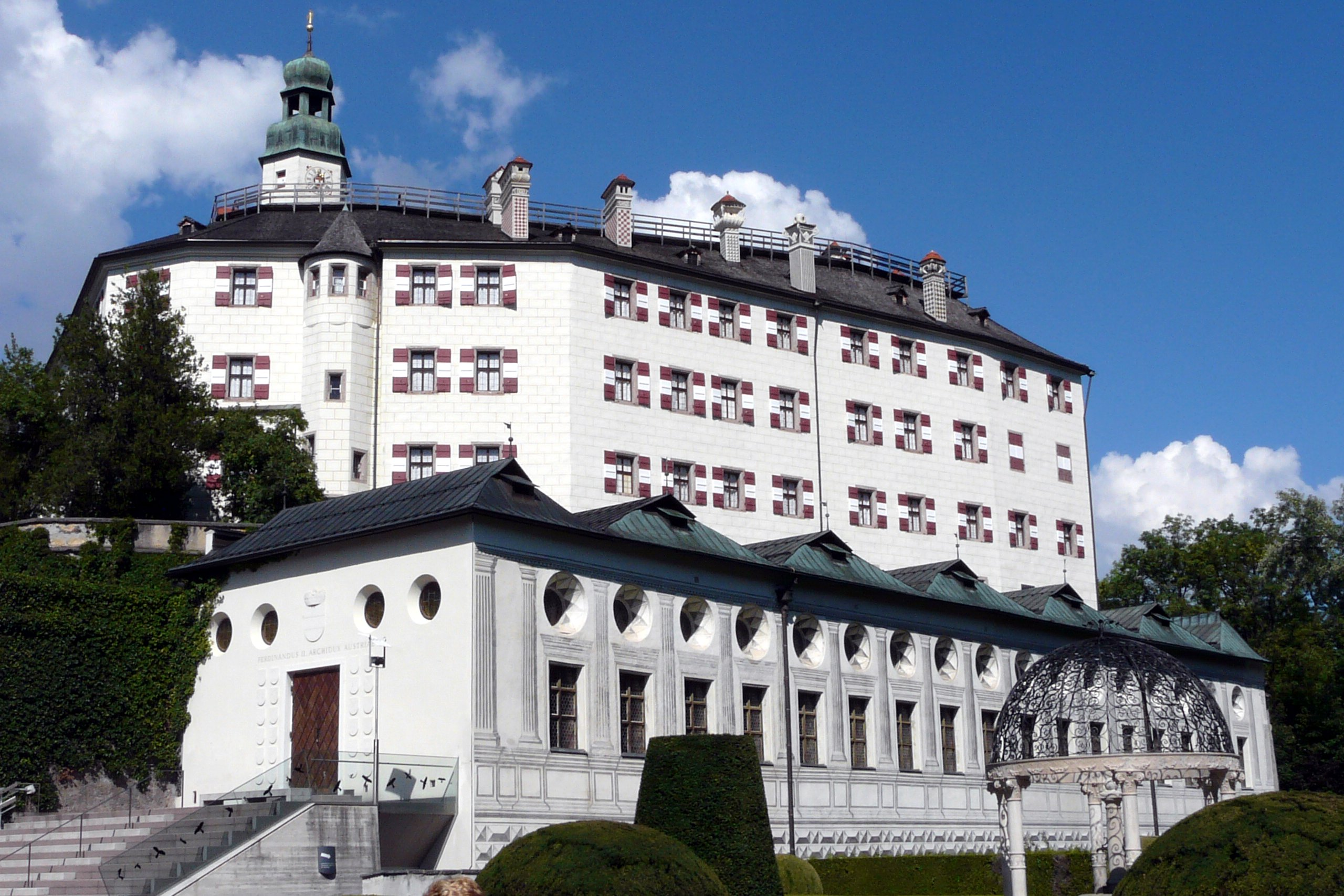
アンブラス城

インスブルック古楽音楽祭（ドイツ語: Innsbrucker Festwochen der Alten Musik）は、オーストリアのインスブルックで開催される古楽の音楽祭。

## 概要
1963年、チロル地方がオーストリアに編入されて600周年なのを記念して、アンブラス城でコンサートが開かれた。このコンサートは1976年より毎年8月に開かれるようになった。その他、インスブルック宮殿、州立劇場、イエズス会教会が会場として使用される。これまでにニコラウス・アーノンクール、ジョルディ・サバール、シギスヴァルト・クイケン、ジョン・エリオット・ガーディナーといった指揮者が登場している。
1997年から2009年まで芸術監督を務めたルネ・ヤーコプスは積極的にオペラの上演を行い、アントニオ・チェスティの『オロンテーア』、クラウディオ・モンテヴェルディの『オルフェオ』『ウリッセの帰還』『ポッペーアの戴冠』、ピエトロ・フランチェスコ・カヴァッリの『ジャゾーネ』『セルセ』、アントニオ・サルトリオの『エジプトのジュリオ・チェザーレ』、ゲオルク・フリードリヒ・ヘンデルの『フラヴィーオ』『リナルド』、ゲオルク・フィリップ・テレマンの『オルフェウス』、ヨハン・アドルフ・ハッセの『ソリマーノ』、フランツ・ヨーゼフ・ハイドンの『月の世界』、ヴォルフガング・アマデウス・モーツァルトの『偽の女庭師』『ドン・ジョヴァンニ』などが取り上げられている。